# Kuba i olympiska sommarspelen 2008
Kuba deltog i olympiska sommarspelen 2008 med 149 tävlande i 16 olika sporter.

## Baseball
- Huvudartikel: Baseboll vid olympiska sommarspelen 2008

| Lag           | G | W | L | RS | RA | Vinst% | GB | Tiebreaker |
| ------------- | - | - | - | -- | -- | ------ | -- | ---------- |
| Sydkorea      | 7 | 7 | 0 | 41 | 22 | 100%   | -  | -          |
| Kuba          | 7 | 6 | 1 | 52 | 23 | 85,7%  | 1  | -          |
| USA           | 7 | 5 | 2 | 40 | 22 | 71,4%  | 2  | -          |
| Japan         | 7 | 4 | 3 | 30 | 14 | 57,1%  | 3  | -          |
| Taiwan        | 7 | 2 | 5 | 29 | 33 | 28,6%  | 5  | 1-0        |
| Kanada        | 7 | 2 | 5 | 29 | 20 | 28,6%  | 5  | 0-1        |
| Nederländerna | 7 | 1 | 6 | 9  | 50 | 14,3%  | 6  | 1-0        |
| Kina          | 7 | 1 | 6 | 14 | 60 | 14,3%  | 6  | 0-1        |

## Boxning
- Huvudartikel: Boxning vid olympiska sommarspelen 2008

| Tävlande          | Viktklass       | Sextondelsfinal       | Åttondelsfinal              | Kvartsfinal            | Semifinal                    | Final                        |
| Tävlande          | Viktklass       | Motståndare Resultat  | Motståndare Resultat        | Motståndare Resultat   | Motståndare Resultat         | Motståndare Resultat         |
| ----------------- | --------------- | --------------------- | --------------------------- | ---------------------- | ---------------------------- | ---------------------------- |
| Yampier Hernández | Lätt flugvikt   | Dostijev (TJK) W 12-1 | Tjyhajev (UKR) W 21-3       | Carvalho (BRA) W 21-6  | Serdamba (MGL) · L 8-+8 ·    |                              |
| Andry Laffita     | Flugvikt        |                       | Yafai (GBR) W 9-3           | Arroyo (PUR) W 11-2    | Balaksjin (RUS) W 9-8        | Jongjohor (THA) · L2-8 ·     |
| Yankiel Leon      | Bantamvikt      |                       | Äbutälipov (KAZ) W 10-3     | Petchkoom (THA) W 10-2 | Julie (MRI) W 7-5            | Badar-Uugan (MGL) · L 5-16 · |
| Idel Torriente    | Fjädervikt      | Dzanie (GHA) W 11-2   | Enchzorig (MGL) W 10-9      | Imranov (AZE) L 14-16  |                              |                              |
| Yordenis Ugas     | Lättvikt        | Kramou (ALG) W 21-3   | Valentino (ITA) W 10-2      | Popescu (ROU) W 11-7   | Sow (FRA) · -L 8-15 ·        |                              |
| Rosniel Iglesias  | Lätt weltervikt | Smaila (CMR) W 15-1   | Moussaid (MAR) W 15-4       | Kovaljov (RUS) W 5-2   | Boonjumnong (THA) · L 5-10 · |                              |
| Carlos Banteux    | Weltervikt      |                       | Saunders (GBR) W 13-6       | Abdin (EGY) W 10-2     | Silamu (CHN) W 17-4          | Särsekbajev (KAZ) · L 9-18 · |
| Emilio Correa     | Medelvikt       | Fletcher (AUS) W 17-4 | Derevjantjenko (UKR) W 18-4 | Rasulov (UZB) W 9-7    | Kumar (IND) W 8-5            | DeGale (GBR) · L 14-16 ·     |
| Osmay Acosta      | Tungvikt        |                       | Durodola (NIG) W 11-0       | Pavlidis (GRE) W 7-4   | Tjachkijev (RUS) · L 5-10 ·  |                              |
| Robert Alfonso    | Supertungvikt   |                       | Glazkov (UKR) L 5-3         | Gick inte vidare       | Gick inte vidare             | Gick inte vidare             |

## Brottning
- Huvudartikel: Brottning vid olympiska sommarspelen 2008

| Tävlande          | Gren                           | Kvalifikation        | 1/8 Final            | Kvartsfinal          | Semifinal            | Återkval 1           | Återkval 2           | Final                | Placering |
| Tävlande          | Gren                           | Motståndare Resultat | Motståndare Resultat | Motståndare Resultat | Motståndare Resultat | Motståndare Resultat | Motståndare Resultat | Motståndare Resultat | Placering |
| ----------------- | ------------------------------ | -------------------- | -------------------- | -------------------- | -------------------- | -------------------- | -------------------- | -------------------- | --------- |
| Maikel Pérez      | Fristil, bantamvikt            | Gadzjijev (BLR) L    | Gick inte vidare     | Gick inte vidare     | Gick inte vidare     | Gick inte vidare     | Gick inte vidare     | Gick inte vidare     |           |
| Yandro Quintana   | Fristil, fjädervikt            | Huseynov (AZE) W     | Batirov (RUS) L      | Gick inte vidare     | Gick inte vidare     | Gick inte vidare     | Gick inte vidare     | Gick inte vidare     |           |
| Geandry Garzón    | Fristil, lättvikt              | Bye                  | Şahin (TUR) L        | Gick inte vidare     | Gick inte vidare     | Gick inte vidare     | Gick inte vidare     | Gick inte vidare     |           |
| Iván Fundora      | Fristil, weltervikt            | Riguleng (CHN) W     | Askren (USA) W       | Saitiev (TUR) L      | Gick inte vidare     | Gick inte vidare     | Gick inte vidare     | Gick inte vidare     |           |
| Reineris Sala     | Fristil, mellanvikt            | Bye                  | Hrovat (USA) W       | Balcı (TUR) L        | Gick inte vidare     | Gick inte vidare     | Gick inte vidare     | Gick inte vidare     |           |
| Michel Batista    | Fristil, tungvikt              | Bye                  | Cormier (USA) W      | Tigijev (KAZ) L      | Gick inte vidare     | Gick inte vidare     | Gick inte vidare     | Gick inte vidare     |           |
| Disney Rodríguez  | Fristil, supertungvikt         | Bye                  | Chintoan (ROU) W     | Tajmazov (UZB) L     | Gick inte vidare     | Gick inte vidare     | Gick inte vidare     | Gick inte vidare     |           |
| Yagnier Hernández | Grekisk-romersk, bantamvikt    | Bye                  | Cha (PRK) W          | Bajramov (AZE) L     | Gick inte vidare     | Gick inte vidare     | Gick inte vidare     | Gick inte vidare     |           |
| Roberto Monzón    | Grekisk-romersk, fjädervikt    | Bye                  | Hidalgo (FRA) W      | Albjev (RUS) L       | Gick inte vidare     | Gick inte vidare     | Gick inte vidare     | Gick inte vidare     |           |
| Alain Milian      | Grekisk-romersk, lättvikt      | Guenot (FRA) L       | Gick inte vidare     | Gick inte vidare     | Gick inte vidare     | Gick inte vidare     | Gick inte vidare     | Gick inte vidare     |           |
| Yunior Estrada    | Grekisk-romersk, mellanvikt    | Bátky (SVK) W        | Abrahamian (SWE) L   | Gick inte vidare     | Gick inte vidare     | Gick inte vidare     | Gick inte vidare     | Gick inte vidare     |           |
| Mijaín López      | Grekisk-romersk, supertungvikt | Bye                  | Artsiuchin (BLR) W   | Patrikejev (ARM) W   | Sjöberg (SWE) W      | Till final           | Till final           | Baroyev (RUS) W      |           |

## Bågskytte
- Huvudartikel: Bågskytte vid olympiska sommarspelen 2008

- Herrar

| Namn                | Gren         | Rankingrunda | Rankingrunda | 32-delsfinal                           | 16-delsfinal                | 8-delsfinal                | Kvartsfinal                        | Semifinal        | Final            | Final |
| Namn                | Gren         | Poäng        | Seed         | Resultat                               | Resultat                    | Resultat                   | Resultat                           | Resultat         | Resultat         | Plats |
| ------------------- | ------------ | ------------ | ------------ | -------------------------------------- | --------------------------- | -------------------------- | ---------------------------------- | ---------------- | ---------------- | ----- |
| Juan Carlos Stevens | Individuellt | 659          | 28           | Hartley (RSA) (37) W 107(+19)-107(+17) | Bodnar (ROU) (60) W 108-101 | Wills (GBR) (21) W 108-104 | Park (KOR) (4) L 108(+17)-108(+19) | Gick inte vidare | Gick inte vidare |       |

## Cykling
- Huvudartikel: Cykling vid olympiska sommarspelen 2008

### Landsväg
| Cyklist                    | Gren               | Tid     | Placering |
| -------------------------- | ------------------ | ------- | --------- |
| Yumari Gonzalez Valdivieso | Damernas linjelopp | 3:51.39 | 60        |

### Bana
Sprint
| Cyklist         | Gren            | Kvalificering | Kvalificering | 1/16-final (uppsamling) | 1/8-final (uppsamling) | Kvartsfinal                       | Semifinal            | Finaler (5-12:e plats)                           | Finaler (5-12:e plats) |
| Cyklist         | Gren            | Tid Hastighet | Placering     | Motståndare Resultat    | Motståndare Resultat   | Motståndare Resultat              | Motståndare Resultat | Motståndare Resultat                             | Placering              |
| --------------- | --------------- | ------------- | ------------- | ----------------------- | ---------------------- | --------------------------------- | -------------------- | ------------------------------------------------ | ---------------------- |
| Lisandra Guerra | Damernas sprint | 11.462        | 9             |                         | Kanis (NED) L          | Tyslinskaya (BLR) Tsukada (JPN) 2 |                      | Grankowskaja (RUS) Hijgenaar (NED) Tsukada (JPN) | 10                     |

Poänglopp
| Cyklist         | Gren               | Poäng/varv | Placering |
| --------------- | ------------------ | ---------- | --------- |
| Yoanka González | Damernas poänglopp | 18/0       | Silver    |

## Friidrott
- Huvudartikel: Friidrott vid olympiska sommarspelen 2008

Förkortningar
- Noteringar – Placeringarna avser endast löparens eget heat
- Q = Kvalificerad till nästa omgång
- q = Kvalificerade sig till nästa omgång som den snabbaste idrottaren eller, i fältgrenarna, via placering utan att uppnå kvalgränsen.
- NR = Nationellt rekord
- N/A = Omgången ingick inte i grenen
- Bye = Idrottaren behövde inte delta i denna omgång

Herrar
Bana och landsväg
| Idrottare                                              | Gren       | Heat     | Heat      | Kvartsfinal | Kvartsfinal | Semifinal        | Semifinal        | Final            | Final            |
| Idrottare                                              | Gren       | Resultat | Placering | Resultat    | Placering   | Resultat         | Placering        | Resultat         | Placering        |
| ------------------------------------------------------ | ---------- | -------- | --------- | ----------- | ----------- | ---------------- | ---------------- | ---------------- | ---------------- |
| William Collazo                                        | 400 m      | 45.37    | 3 Q       | i.u.        | i.u.        | 45.06            | 6                | Gick inte vidare | Gick inte vidare |
| Andy González                                          | 800 m      | 1:46.59  | 4         | i.u.        | i.u.        | Gick inte vidare | Gick inte vidare | Gick inte vidare | Gick inte vidare |
| Yeimer López                                           | 800 m      | 1:45.66  | 1 Q       | i.u.        | i.u.        | 1:46.40          | 2 Q              | 1:45.88          | 6                |
| Dayron Robles                                          | 110 m häck | 13.39    | 1 Q       | 13.19       | 1 Q         | 13.12            | 1 Q              | 12.93            | 1                |
| Henry Vizcaíno                                         | 100 m      | 10.28    | 4 q       | 10.33       | 5           | Gick inte vidare | Gick inte vidare | Gick inte vidare | Gick inte vidare |
| Omar Cisneros William Collazo Yunior Díaz Yunier Perez | 4 x 400 m  | 3:02.24  | 7         | i.u.        | i.u.        | i.u.             | i.u.             | Gick inte vidare | Gick inte vidare |

Fältgrenar
| Idrottare            | Gren           | Kval    | Kval      | Final            | Final            |
| Idrottare            | Gren           | Distans | Placering | Distans          | Placering        |
| -------------------- | -------------- | ------- | --------- | ---------------- | ---------------- |
| Lázaro Borges        | Stavhopp       | NM      | —         | Gick inte vidare | Gick inte vidare |
| Anier Boué           | Spjutkastning  | 71.85   | 28        | Gick inte vidare | Gick inte vidare |
| Ibrahim Camejo       | Längdhopp      | 8.23    | 2 Q       | 8.20             | 3                |
| Alexis Copello       | Tresteg        | 17.09   | 13        | Gick inte vidare | Gick inte vidare |
| Jorge Fernández      | Diskuskastning | 59.60   | 27        | Gick inte vidare | Gick inte vidare |
| Héctor Dairo Fuentes | Tresteg        | 17.14   | 10 q      | 16.28            | 12               |
| Arnie David Giralt   | Tresteg        | 17.30   | 4 Q       | 17.52            | 4                |
| Wilfredo Martinez    | Längdhopp      | 8.07    | 6 q       | 8.19             | 5                |
| Alexis Paulmier      | Kulstötning    | NM      | —         | Gick inte vidare | Gick inte vidare |
| Reinaldo Proenza     | Kulstötning    | 19.20   | 31        | Gick inte vidare | Gick inte vidare |
| Carlos Veliz         | Kulstötning    | 19.58   | 24        | Gick inte vidare | Gick inte vidare |

Kombinerade grenar – Tiokamp
| Idrottare       | Gren     | 100 m | LJ   | SP    | HJ   | 400 m | 110H  | DT    | PV   | JT    | 1500 m  | Final   | Placering |
| --------------- | -------- | ----- | ---- | ----- | ---- | ----- | ----- | ----- | ---- | ----- | ------- | ------- | --------- |
| Yordanis García | Resultat | 10.64 | 7.07 | 15.82 | 1.96 | 49.66 | 13.90 | 36.73 | 4.70 | 65.60 | 5:00.49 | 7992    | 15        |
| Yordanis García | Poäng    | 942   | 830  | 840   | 767  | 830   | 987   | 598   | 819  | 822   | 557     | 7992    | 15        |
| Leonel Suarez   | Resultat | 10.90 | 7.33 | 14.49 | 2.05 | 47.91 | 14.15 | 44.45 | 4.70 | 73.98 | 4:29.17 | 8527 NR | 3         |
| Leonel Suarez   | Poäng    | 883   | 893  | 758   | 850  | 913   | 955   | 756   | 819  | 950   | 750     | 8527 NR | 3         |

Damer
Bana & landsväg
| Idrottare                                                 | Gren       | Heat     | Heat      | Kvartsfinal | Kvartsfinal | Semifinal        | Semifinal        | Final            | Final            |
| Idrottare                                                 | Gren       | Resultat | Placering | Resultat    | Placering   | Resultat         | Placering        | Resultat         | Placering        |
| --------------------------------------------------------- | ---------- | -------- | --------- | ----------- | ----------- | ---------------- | ---------------- | ---------------- | ---------------- |
| Yenima Arencibia                                          | 100 m häck | 13.43    | 6         | i.u.        | i.u.        | Gick inte vidare | Gick inte vidare | Gick inte vidare | Gick inte vidare |
| Virgen Benavides                                          | 100 m      | 11.45    | 3 Q       | 11.40       | 5           | Gick inte vidare | Gick inte vidare | Gick inte vidare | Gick inte vidare |
| Zulia Calatayud                                           | 800 m      | 2:00.34  | 1 Q       | i.u.        | i.u.        | 1.58.78          | 4                | Gick inte vidare | Gick inte vidare |
| Roxana Díaz                                               | 200 m      | 23.09    | 3 Q       | 22.98       | 4 q         | 23.12            | 8                | Gick inte vidare | Gick inte vidare |
| Indira Terrero                                            | 400 m      | 51.56    | 4 q       | i.u.        | i.u.        | 51.80            | 6                | Gick inte vidare | Gick inte vidare |
| Anay Tejeda                                               | 100 m häck | 12.84    | 2 Q       | i.u.        | i.u.        | DNF              | DNF              | Gick inte vidare | Gick inte vidare |
| Zulia Calatayud Susana Clement Roxana Díaz Indira Terrero | 4 x 400 m  | 3:25.46  | 2 Q       | i.u.        | i.u.        | i.u.             | i.u.             | 3:23:31          | 6                |

Fältgrenar
| Idrottare          | Gren           | Kval  | Kval      | Final            | Final            |
| Idrottare          | Gren           | Längd | Placering | Längd            | Placering        |
| ------------------ | -------------- | ----- | --------- | ---------------- | ---------------- |
| Yarelys Barrios    | Diskuskastning | 62.23 | 4         | 63.64            | 2                |
| Yunaika Crawford   | Släggkastning  | 66.16 | 31        | Gick inte vidare | Gick inte vidare |
| Yanet Cruz         | Spjutkastning  | 58.06 | 19        | Gick inte vidare | Gick inte vidare |
| Yumileidi Cumbá    | Kulstötning    | 17.60 | 20        | Gick inte vidare | Gick inte vidare |
| Yania Ferrales     | Diskuskastning | 59.87 | 15        | Gick inte vidare | Gick inte vidare |
| Mabel Gay          | Tresteg        | 14.09 | 15        | Gick inte vidare | Gick inte vidare |
| Misleydis González | Kulstötning    | 18.91 | 7 Q       | 19.50            | 4                |
| Yarianna Martínez  | Tresteg        | 13.96 | 21        | Gick inte vidare | Gick inte vidare |
| Osleidys Menendez  | Spjutkastning  | 60.51 | 11 q      | 63.35            | 6                |
| Yipsi Moreno       | Släggkastning  | 73.92 | 1 Q       | 75.20            | 2                |
| Yargelis Savigne   | Längdhopp      | 6.49  | 17        | Gick inte vidare | Gick inte vidare |
| Yargelis Savigne   | Tresteg        | 14.99 | 1 Q       | 15.05            | 5                |
| Yarisley Silva     | Stavhopp       | 4.15  | =27       | Gick inte vidare | Gick inte vidare |
| Arasay Thondike    | Släggkastning  | 68.74 | 15        | Gick inte vidare | Gick inte vidare |
| Mailin Vargas      | Kulstötning    | 18.47 | 14 Q      | 18.28            | 10               |

Kombinerade grenar – Sjukamp
| Mångkampare       | Gren     | 100H  | HJ   | SP    | 200 m | LJ   | JT    | 800 m   | Final | Placering |
| ----------------- | -------- | ----- | ---- | ----- | ----- | ---- | ----- | ------- | ----- | --------- |
| Gretchen Quintana | Resultat | 13.77 | 1.68 | 13.10 | 24.34 | 6.02 | 38.14 | 2:20.31 | 5830  | 25*       |
| Gretchen Quintana | Poäng    | 1011  | 830  | 734   | 948   | 856  | 632   | 819     | 5830  | 25*       |

## Fäktning
- Huvudartikel: Fäktning vid olympiska sommarspelen 2008

Damer
| Idrottare         | Gren                  | Omgång 1            | Sextondelsfinal        | Åttondelsfinal    | Kvartsfinal       | Semifinal         | Final / BM        | Final / BM       |
| Idrottare         | Gren                  | Motståndare Poäng   | Motståndare Poäng      | Motståndare Poäng | Motståndare Poäng | Motståndare Poäng | Motståndare Poäng | Placering        |
| ----------------- | --------------------- | ------------------- | ---------------------- | ----------------- | ----------------- | ----------------- | ----------------- | ---------------- |
| Misleydis Compañy | Florett, individuellt | Halls (AUS) W 15–13 | Trillini (ITA) L 7–15  | Gick inte vidare  | Gick inte vidare  | Gick inte vidare  | Gick inte vidare  | Gick inte vidare |
| Mailyn González   | Sabel, individuellt   | Toure (SEN) W 15–7  | Jacobson (USA) L 11–15 | Gick inte vidare  | Gick inte vidare  | Gick inte vidare  | Gick inte vidare  | Gick inte vidare |

## Judo
Herrar
| Idrottare          | Gren                     | Inledande omgång     | Sextondelsfinal              | Åttondelsfinal             | Kvartsfinal                 | Semifinal                   | Återkval 1               | Återkval 2           | Återkval 3           | Final / BM                | Final / BM       |
| Idrottare          | Gren                     | Motståndare Resultat | Motståndare Resultat         | Motståndare Resultat       | Motståndare Resultat        | Motståndare Resultat        | Motståndare Resultat     | Motståndare Resultat | Motståndare Resultat | Motståndare Resultat      | Placering        |
| ------------------ | ------------------------ | -------------------- | ---------------------------- | -------------------------- | --------------------------- | --------------------------- | ------------------------ | -------------------- | -------------------- | ------------------------- | ---------------- |
| Yosmani Piker      | Extra lättvikt (-60 kg)  | BYE                  | Davtyan (ARM) L 0010–0100    | Gick inte vidare           | Gick inte vidare            | Gick inte vidare            | Gick inte vidare         | Gick inte vidare     | Gick inte vidare     | Gick inte vidare          | Gick inte vidare |
| Yordanis Arencibia | Halv lättvikt (-66 kg)   | BYE                  | González (AND) W 1010–0000   | El Hady (EGY) W 0001–0000  | Takata (USA) W 0010–0000    | Uchishiba (JPN) L 0001–0020 | BYE                      | BYE                  | BYE                  | Gadanov (RUS) W 0010–0001 | 3                |
| Ronald Girones     | Lättvikt (-73 kg)        | i.u.                 | Toma (MDA) L 0001-0010       | Gick inte vidare           | Gick inte vidare            | Gick inte vidare            | Gick inte vidare         | Gick inte vidare     | Gick inte vidare     | Gick inte vidare          | Gick inte vidare |
| Oscar Cardenas     | Halv mellanvikt (-81 kg) | BYE                  | Rodriguez (FRA) W 0110–0001  | Neto (POR) L 0000–1000     | Gick inte vidare            | Gick inte vidare            | Gick inte vidare         | Gick inte vidare     | Gick inte vidare     | Gick inte vidare          | Gick inte vidare |
| Asley González     | Mellanvikt (-90 kg)      | i.u.                 | Dafreville (FRA) L 0000–1000 | Gick inte vidare           | Gick inte vidare            | Gick inte vidare            | Meloni (ITA) L 0001–1001 | Gick inte vidare     | Gick inte vidare     | Gick inte vidare          | Gick inte vidare |
| Oreidis Despaigne  | Halv tungvikt (-100 kg)  | i.u.                 | Celotti (AUS) W 0010–0000    | Jang S-H (KOR) L 0000–0001 | Gick inte vidare            | Gick inte vidare            | Gick inte vidare         | Gick inte vidare     | Gick inte vidare     | Gick inte vidare          | Gick inte vidare |
| Óscar Brayson      | Tungvikt (+100 kg)       | BYE                  | Hachache (LIB) W 1011–0000   | Zegarra (PER) W 1000–0000  | Schlitter (BRA) W 1000–0000 | Tangriyev (UZB) L 0011–1010 | BYE                      | BYE                  | BYE                  | Roudaki (IRI) W 0200–0000 | 3                |

Damer
| Idrottare           | Gren                     | Sextondelsfinal             | Åttondelsfinal              | Kvartsfinal                | Semifinal                   | Återkval 1                  | Återkval 2           | Återkval 3           | Final / BM                     | Final / BM       |
| Idrottare           | Gren                     | Motståndare Resultat        | Motståndare Resultat        | Motståndare Resultat       | Motståndare Resultat        | Motståndare Resultat        | Motståndare Resultat | Motståndare Resultat | Motståndare Resultat           | Placering        |
| ------------------- | ------------------------ | --------------------------- | --------------------------- | -------------------------- | --------------------------- | --------------------------- | -------------------- | -------------------- | ------------------------------ | ---------------- |
| Yanet Bermoy        | Extra lättvikt (-48 kg)  | Miranda (ECU) W 1010–0000   | Bogdanova (RUS) W 0010–0001 | Baschin (GER) W 0001–0000  | Pak O-S (PRK) W 1021–0000   | BYE                         | BYE                  | BYE                  | Dumitru (ROU) L 0000–1100      | 2                |
| Yagnelis Mestre     | Halv lättvikt (-52 kg)   | An K-A (PRK) L 0000–0201    | Gick inte vidare            | Gick inte vidare           | Gick inte vidare            | Velázquez (VEN) L 0000–0001 | Gick inte vidare     | Gick inte vidare     | Gick inte vidare               | Gick inte vidare |
| Yurisleydis Lupetey | Lättvikt (-57 kg)        | Baptiste (HAI) W 0111–0000  | Jelassi (TUN) L 0000–1000   | Gick inte vidare           | Gick inte vidare            | Gick inte vidare            | Gick inte vidare     | Gick inte vidare     | Gick inte vidare               | Gick inte vidare |
| Driulis González    | Halv mellanvikt (-63 kg) | BYE                         | Heill (AUT) W 0010–0001     | Wang C-F (TPE) W 0010–0000 | Tanimoto (JPN) L 0000–1011  | BYE                         | BYE                  | BYE                  | Willeboordse (NED) L 0000–0001 | 5                |
| Anaysi Hernández    | Mellanvikt (-70 kg)      | BYE                         | Alvear (COL) W 1000–0100    | Scapin (ITA) W 1000–0000   | Böhm (GER) W 1000–0010      | BYE                         | BYE                  | BYE                  | Ueno (JPN) L 0000–1000         | 2                |
| Yalennis Castillo   | Halv tungvikt (-78 kg)   | Abikeyeva (KAZ) W 1021–0000 | Divya (IND) W 1000–0000     | Possamaï (FRA) W 0030–0000 | Jeong G-M (KOR) W 0001–0000 | BYE                         | BYE                  | BYE                  | Yang Xl (CHN) L 0000–0000 YUS  | 2                |
| Idalys Ortiz        | Tungvikt (+78 kg)        | BYE                         | Ramadan (EGY) W 0110–0000   | Shepherd (AUS) W 1000–0000 | Tong W (CHN) L 0000–0010    | BYE                         | BYE                  | BYE                  | Tserenkhand (MGL) W 1000–0000  | 3                |

## Kanotsport
Sprint
| Kanotist                     | Gren                 | Heat    | Heat      | Semifinal | Semifinal | Final            | Final            |
| Kanotist                     | Gren                 | Tid     | Placering | Tid       | Placering | Tid              | Placering        |
| ---------------------------- | -------------------- | ------- | --------- | --------- | --------- | ---------------- | ---------------- |
| Jorge García                 | Herrarnas K-1 500 m  | 1:42:80 | 7 QS      | 1:49:08   | 8         | Gick inte vidare | Gick inte vidare |
| Jorge García                 | Herrarnas K-1 1000 m | 3:38:86 | 7 QS      | 3:41:22   | 5         | Gick inte vidare | Gick inte vidare |
| Aldo Pruna                   | Herrarnas C-1 500 m  | 1:51.11 | 5 QS      | 1:53.81   | 5         | Gick inte vidare | Gick inte vidare |
| Aldo Pruna                   | Herrarnas C-1 1000 m | 4:02.35 | 3 QS      | 4:01.75   | 3 Q       | 3:59.09          | 8                |
| Karel Aguilar Serguey Torres | Herrarnas C-2 500 m  | 1:44.15 | 7 QS      | 1:43:64   | 5         | Gick inte vidare | Gick inte vidare |
| Karel Aguilar Serguey Torres | Herrarnas C-2 1000 m | 3:41.17 | 2 QF      | BYE       | BYE       | 3:48:88          | 8                |

## Modern femkamp
| Idrottare        | Gren   | Skytte (10 meter luftpistol) | Skytte (10 meter luftpistol) | Skytte (10 meter luftpistol) | Fäktning (värja) | Fäktning (värja) | Fäktning (värja) | Simning (200 m frisim) | Simning (200 m frisim) | Simning (200 m frisim) | Ridsport (hästhoppning) | Ridsport (hästhoppning) | Ridsport (hästhoppning) | Löpning (3000 m) | Löpning (3000 m) | Löpning (3000 m) | Totalpoäng | Slutresultat |
| Idrottare        | Gren   | Poäng                        | Placering                    | MF-poäng                     | Resultat         | Placering        | MF-poäng         | Tid                    | Placering              | MF-poäng               | Straff                  | Placering               | MF-poäng                | Tid              | Placering        | MF-poäng         | Totalpoäng | Slutresultat |
| ---------------- | ------ | ---------------------------- | ---------------------------- | ---------------------------- | ---------------- | ---------------- | ---------------- | ---------------------- | ---------------------- | ---------------------- | ----------------------- | ----------------------- | ----------------------- | ---------------- | ---------------- | ---------------- | ---------- | ------------ |
| Yaniel Velázquez | Herrar | 184                          | 10                           | 1144                         | 18–17            | 20               | 832              | 2:16,38                | 36                     | 1164                   | 172                     | 13                      | 1028                    | 9:29,55          | 10               | 1124             | 5292       | 15           |

## Rodd
Herrar
| Idrottare                                                            | Gren                    | Heat    | Heat      | Återkval | Återkval  | Semifinal | Semifinal | Final   | Final     | Final |
| Idrottare                                                            | Gren                    | Tid     | Placering | Tid      | Placering | Tid       | Placering | Tid     | Placering |       |
| -------------------------------------------------------------------- | ----------------------- | ------- | --------- | -------- | --------- | --------- | --------- | ------- | --------- | ----- |
| Eyder Batista Yunior Perez                                           | Lättvikts-dubbelsculler | 6:19,36 | 4 R       | 6:40,15  | 2 SA/B    | 6:33,60   | 3 FA      | 6:19,96 | 6         |       |
| Yuleidys Cascaret Janier Concepción Ángel Fournier Yoennis Hernández | Scullerfyra             | 5:44,68 | 4 R       | 6:03,56  | 2 SA/B    | 6:04,99   | 6 FB      | 5:52,66 | 12        |       |

Damer
| Idrottare                       | Gren                    | Heat    | Heat      | Återkval | Återkval  | Kvartsfinal | Kvartsfinal | Semifinal | Semifinal | Final   | Final     | Final |
| Idrottare                       | Gren                    | Tid     | Placering | Tid      | Placering | Tid         | Placering   | Tid       | Placering | Tid     | Placering |       |
| ------------------------------- | ----------------------- | ------- | --------- | -------- | --------- | ----------- | ----------- | --------- | --------- | ------- | --------- | ----- |
| Mayra González                  | Singelsculler           | 8:07,22 | 2 QF      | i.u.     | i.u.      | 7:45,75     | 4 SC/D      | 8:02,10   | 1 FC      | 7:42,68 | 15        |       |
| Ismaray Marrero Yaima Velázquez | Lättvikts-dubbelsculler | 7:13,35 | 4 R       | 7:32,14  | 3 SA/B    | i.u.        | i.u.        | 7:30,15   | 6 FB      | 7:20,07 | 12        |       |

## Simning
- Huvudartikel: Simning vid olympiska sommarspelen 2008

## Simhopp
Herrar
| Idrottare                  | Gren             | Kval   | Kval      | Semifinal        | Semifinal        | Final            | Final            |
| Idrottare                  | Gren             | Poäng  | Placering | Poäng            | Placering        | Poäng            | Placering        |
| -------------------------- | ---------------- | ------ | --------- | ---------------- | ---------------- | ---------------- | ---------------- |
| Jorge Betancourt           | 3 m              | 428,25 | 19        | Gick inte vidare | Gick inte vidare | Gick inte vidare | Gick inte vidare |
| Jorge Luis Pupo            | 3 m              | 388,70 | 27        | Gick inte vidare | Gick inte vidare | Gick inte vidare | Gick inte vidare |
| Jeinkler Aguirre           | 10 m             | 423,75 | 16 Q      | 414,20           | 15               | Gick inte vidare | Gick inte vidare |
| José Guerra                | 10 m             | 443,20 | 11 Q      | 438,80           | 11 Q             | 507,15           | 5                |
| Erick Fornaris José Guerra | 10 m parhoppning | i.u.   | i.u.      | i.u.             | i.u.             | 409,38           | 7                |

## Skytte
- Huvudartikel: Skytte vid olympiska sommarspelen 2008

## Taekwondo
| Idrottare         | Gren             | Åttondelsfinaler     | Kvartsfinaler        | Semifinaer           | Återkval             | Bronsmatch             | Final                | Final            |
| Idrottare         | Gren             | Motståndare Resultat | Motståndare Resultat | Motståndare Resultat | Motståndare Resultat | Motståndare Resultat   | Motståndare Resultat | Placering        |
| ----------------- | ---------------- | -------------------- | -------------------- | -------------------- | -------------------- | ---------------------- | -------------------- | ---------------- |
| Gessler Viera     | Herrarnas −68 kg | Tazegül (TUR) L 3–4  | Gick inte vidare     | Gick inte vidare     | Gick inte vidare     | Gick inte vidare       | Gick inte vidare     | Gick inte vidare |
| Ángel Matos       | Herrarnas +80 kg | Basile (ITA) W 3–1   | Liu Xb (CHN) W 2–1   | Cha D-M (KOR) L 1–2  | Bye                  | Chilmanov (KAZ) L DSQ* | Gick inte vidare     | 5                |
| Daynellis Montejo | Damernas −49 kg  | Puedpong (THA) L 1–0 | Gick inte vidare     | Gick inte vidare     | Tran (VIE) W 4–0     | Yang S-C (TPE) W 3–2   | Gick inte vidare     | 3                |

## Tyngdlyftning
- Huvudartikel: Tyngdlyftning vid olympiska sommarspelen 2008

## Volleyboll
- Huvudartikel: Volleyboll vid olympiska sommarspelen 2008